# Metaglymma
Metaglymma is een geslacht van kevers uit de familie van de loopkevers (Carabidae). De wetenschappelijke naam van het geslacht is voor het eerst geldig gepubliceerd in 1867 door Bates.

## Soorten
Het geslacht Metaglymma omvat de volgende soorten:
- Metaglymma aberrans Putzeys, 1868
- Metaglymma moniliforme Bates, 1867
- Metaglymma tibiale (Castelnau, 1867)